# Phoebe Dynevor
Phoebe Harriet Dynevor (* 17. dubna 1995 Trafford, Velký Manchester, Anglie) je britská televizní a filmová herečka. Proslavila se rolí Daphne Bridgerton v seriálu Bridgertonovi.

## Životopis
Jejími rodiči jsou scenárista Tim Dynevor a herečka Sally Dynevorové, známá ze seriálu Coronation Street. Její prarodiče z otcovy strany také pracovali v televizním průmyslu. Má mladšího bratra Samuela a mladší sestru Harriet. Již v útlém dětském věku při studiu pracovala jako dětská herečka.
V roce 2009 byla ve svých čtrnácti letech obsazena do role Siobhan Mailey v páté řadě Waterloo Road. Později se objevila v několika britských dramatických seriálech, jako Monroe a Tři mušketýři. Poté měla vedlejší roli v dramatu Prisoners' Wives, kde ztvárnila Lauren, dceru gangstera. V roce 2014 se objevila ve druhé řadě seriálu Vesnice a v letech 2015 až 2016 hrála Marthu Cratchit v Dickensian.
V roce 2016 bylo oznámeno, že bude hrát po boku Luka Pasqualina a Ruperta Grinta v kriminálním komediálním seriálu Podfu(c)k, který se stal jejím americkým televizním debutem. Seriál měl premiéru 16. března 2017 a později vznikla i jeho druhá řada. V roce 2017 se objevila v seriálu Znovu 20 jako Clare.
V roce 2019 byla obsazena do hlavní role Daphne Bridgerton v dobovém dramatickém seriálu z produkce Netflixu Bridgertonovi. V roce 2021 bylo oznámeno, že ztvární hlavní roli v dobovém dramatickém filmu The Colour Room režisérky Claire McCarthy.

## Filmografie

### Film
| Rok  | Název                  | Role          | Poznámky     |
| ---- | ---------------------- | ------------- | ------------ |
| 2016 | The Nature of Daylight | Phoebe        | krátký film  |
| 2021 | The Colour Room        | Clarice Cliff |              |
| 2023 | Fair Play              |               | postprodukce |

### Televize
| Rok        | Název            | Role              | Poznámky                |
| ---------- | ---------------- | ----------------- | ----------------------- |
| 2009–2010  | Waterloo Road    | Siobhan Mailey    | vedlejší role, 20 dílů  |
| 2011       | Monroe           | Phoebe Cormack    | díl: „1.4“              |
| 2012–2013  | Prisoners' Wives | Lauren            | vedlejší role, 10 dílů  |
| 2014       | Vesnice          | Phoebe Rundle     | vedlejší role, 6 dílů   |
| 2015       | Tři mušketýři    | Camille           | díl: „Marnotratný otec“ |
| 2015–2016  | Dickensian       | Martha Cratchit   | vedlejší role, 11 dílů  |
| 2017–2018  | Podfu(c)k        | Lottie Mott       | hlavní role, 20 dílů    |
| 2017–2021  | Znovu 20         | Clare             | vedlejší role, 11 dílů  |
| 2020–dosud | Bridgertonovi    | Daphne Bridgerton | hlavní role             |

## Ocenění a nominace
| Rok  | Ocenění                                     | Kategorie                                     | Nominovaná práce | Výsledek |
| ---- | ------------------------------------------- | --------------------------------------------- | ---------------- | -------- |
| 2021 | Satellite Awards                            | Nejlepší herečka v televizním seriálu (drama) | Bridgertonovi    | nominace |
| 2021 | Cena Sdružení filmových a televizních herců | Nejlepší výkon obsazení dramatického seriálu  | Bridgertonovi    | nominace |